# 情不自禁 (電影)
《情不自禁》是1991年的一部香港三級電影。由查傳誼執導，葉玉卿、許紹雄、童玲、湯鎮業、吳聲發等主演。

## 劇情
電影講阿Milk與闊少爺相戀多年步入教堂,  闊少爺卻意外身亡......

## 演員
| 演員   | 角色   |
| 葉玉卿 | 阿Milk |
| 許紹雄 | 闊少爺 |
| 童玲   | Mary   |
| 湯鎮業 | 畫家   |

## 外部連結
- 香港影庫上《情不自禁》的資料（繁體中文）
- 豆瓣电影上《情不自禁》的資料 （简体中文）
- 開眼電影網上《情不自禁》的資料（繁體中文）
- 时光网上《情不自禁》的資料（简体中文）
- 互联网电影数据库（IMDb）上《情不自禁》的资料（英文）